# Амфиптерий
Амфиптер, Амфиптерий, или Амфитер (англ. Amphiptere, Amphithere, Amphitere) — крылатый змей с драконьей головой, крыльями, без рогов и «клюва». Происходит от якула (jaculus), мифической крылатой змеи, охранявшей ладаноносные деревья в Аравии.
Как и многие другие драконообразные персонажи, амфиптер — разновидность чудовищного змея, которому приписывались мудрость, сверхъестественная сила и охрана кладов, таких, как мировое дерево и сокровищницы. Впервые изображение именно амфиптера встречается у Эдварда Топселла (Edward Topsell) в бестиарии «История змей» (The History of Serpents, 1608). Но амфиптерами также называли других драконообразных персонажей, например, виверн с герба французского рода Потье (Potier de Blancmesnil). Там «в первой части на лазури узкая золотая перевязь справа меж двух золотых амфиптеров». У Потье де Тресме (de Tresmes) и де Живр (de Gevres) существа, поименованные как амфиптеры, иногда выступали щитодержателями.

Герб Рене Потье (1579—1670) и некоторых его потомков с вивернами, названными амфиптерами

Криптозоолог Шукер, Карл описывает историю об амфиптере, якобы найденном в 1669 году 27-28 мая неподалёку от Хенхэма в графстве Эссекс, Англия. По утверждению одного из местных печатных изданий, амфиптер был примерно 9 футов (3 метра) в длину, толщиной с ногу взрослого мужчины и покрыт толстой чешуёй. Глаза были очень большие, окружённые широким рельефным ободом. Во рту помимо острых зубов было также два языка: один обычный, другой стрелообразный. Из спины торчало два непропорционально маленьких крыла. Согласно истории, он оказался довольно пугливым: сельчане смогли прогнать его в близлежащий лес, кинув в его сторону несколько камней и инструментов. Интерес к чудовищу, однако, остался, и через пять лет на Хенхэмской ярмарке продавали его изображения. Ярмарка приобрела такую популярность, что на последующие 265 лет стала ежегодной.

## Внешность

Геральдический амфиптерий

Как правило, говорили, что амфиптерии имеют светлые перья, похожие на восход солнца, змеиное тело, похожее на линдвормов, крылья, похожие на крылья рукокрылых, с перьями, покрывающими большую часть предплечья и часто зеленоватого цвета, и длинный хвост, очень похожий на хвост виверны. Другие описываются как полностью покрытые перьями с шиповатым хвостом, птичьими крыльями и клювоподобной мордой.

## Амфиптеры в фантастике
В популярной детской книге «Dragonology» амфиптеры описаны как вид американских драконов, имеющих в качестве конечностей только крылья, если не считать четыре рудиментарные ноги, очень маленькие и потому нефункциональные. Центральноамериканская разновидность существ в этой книге наделяется перьями, а североамериканская — шерстью и крыльями мотылька.
В «Бестиарии» Сапковского значится: Летающий дракон, по образу змея ног не имеющий, а богатый лишь парой крыльев, по обеим сторонам тела расположенных, откуда и идет его греческое название. Грозный сие есть людоед, что видно хотя бы по гербам Сфорцев и Висконтиев, на коих оный амфиптерий человека пожирающим изображен.